# Renault Trucks
Pour les articles homonymes, voir Renault (homonymie).

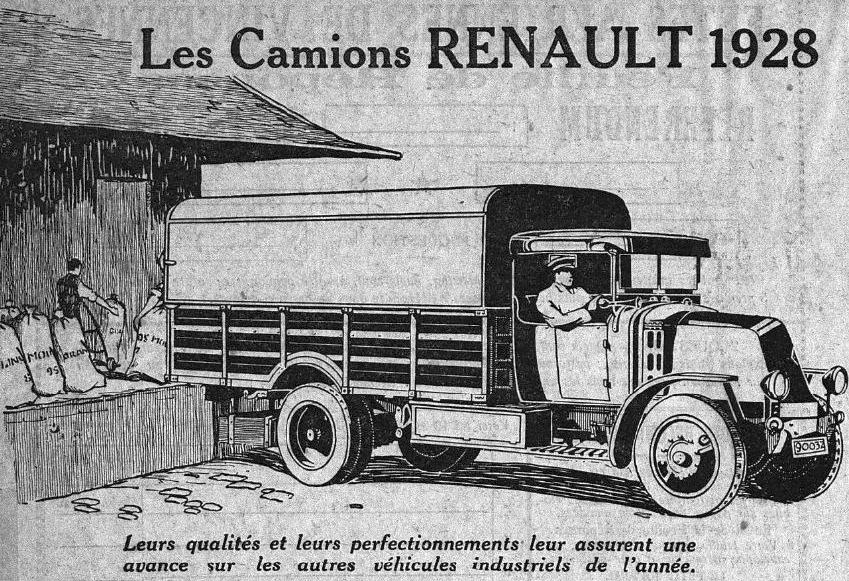
Publicité Renault de 1928.

Renault Trucks est un groupe international logisticien français qui développe, assemble et vend des véhicules industriels et utilitaires. Elle appartient au groupe suédois AB Volvo depuis 2001. Renault Trucks constitue la deuxième entreprise en taille du groupe Volvo dont la dynamique de l’activité poids lourds repose sur le développement spécifique de cinq marques de référence sur le marché mondial : Renault Trucks, Volvo Trucks, Mack Trucks (pour le marché nord-américain),  Eicher et DongFeng.

## Historique

### Origine
Marius Berliet conçoit son premier moteur en 1894, s'installe comme constructeur automobile en 1899 et produit ses premiers camions en 1907 et 1909.
Louis Renault fabrique ses premiers camions, autocars et autobus en 1906.

### Lancement
Le premier camion possède un moteur bicylindre d'1,9 litre (10 ch) et un poids total autorisé en charge d'une tonne (PTAC).
En 1909, un modèle à quatre cylindres de trois tonnes de PTC est lancé. Il s'ajoute à un camion de cinq tonnes de PTC équipé de quatre cylindres de 6,1 litres. La transmission se fait par chaîne et la boîte de vitesses a quatre rapports.
En 1910, l'entreprise produit son premier camion à cabine avancée avec un moteur à essence de quatre cylindres, d'une charge utile de trois tonnes.
En 1914, 6 000 camions sont produits.
Lors de la Première Guerre mondiale, la production chez Renault se concentre sur l'équipement militaire pour l'armée française. Au total, 9 230 véhicules sont livrés durant le conflit.
En 1920, une nouvelle gamme de camion jusqu'à sept tonnes de charge utile est inaugurée. Selon les habitudes de la marque, le radiateur est monté sur le tablier avant.

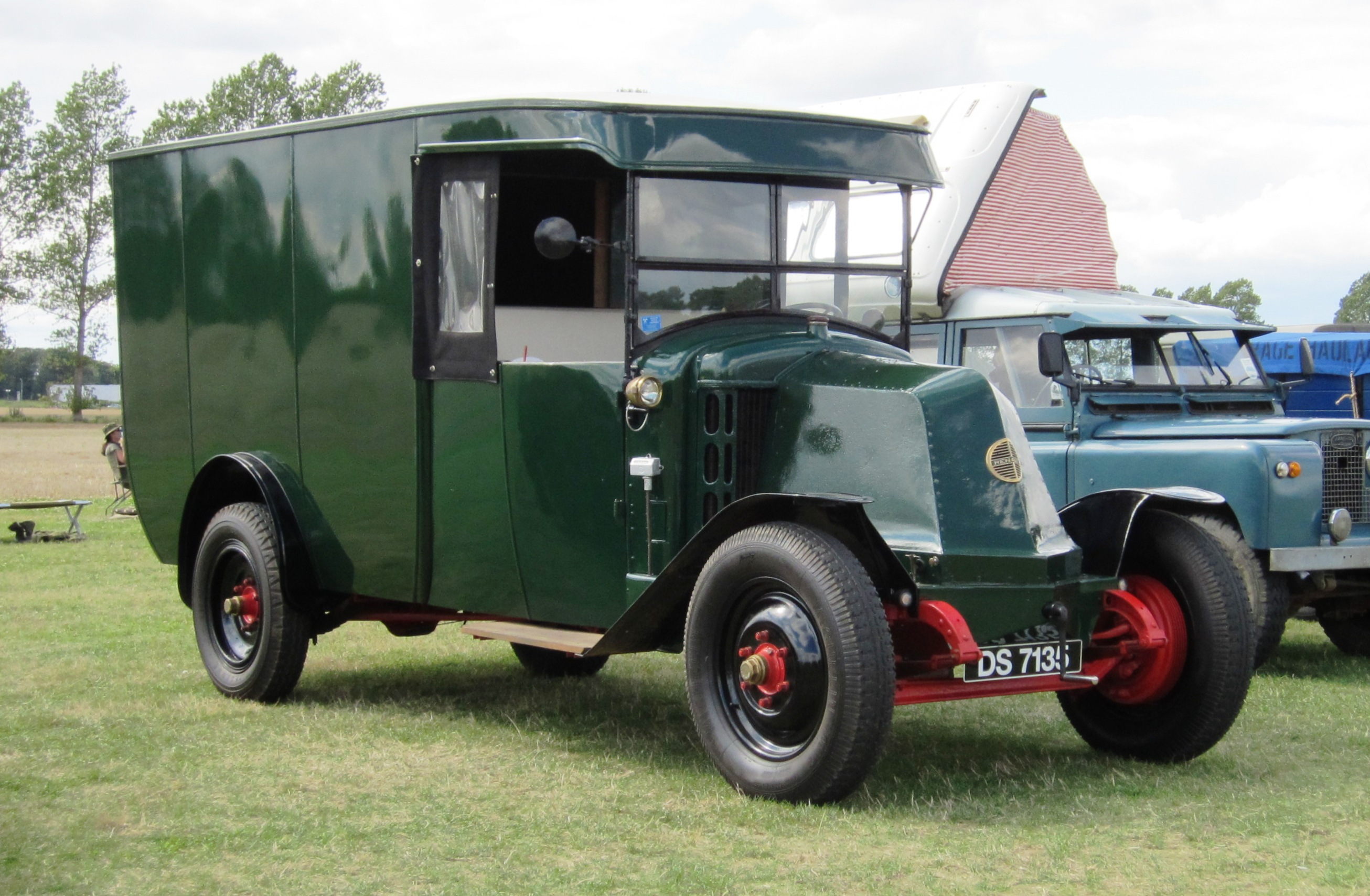
Camionnette Renault de 1926.

En 1923, le type LH est le premier tracteur routier.
En 1925, la gamme se compose de camions de deux à sept tonnes, de camions à cabine avancée de quatre à dix tonnes, de camions bennes de une à dix tonnes, de camions de deux à cinq tonnes, de tracteurs pour semi-remorques de cinq à dix tonnes, d'omnibus de cinq à quarante places et de camions à six roues jusqu'à quatre tonnes.
En 1929, Renault introduit un nouveau moteur Diesel quatre cylindres à injection directe de 7,25 litres.
En 1931, un nouveau moteur Diesel de 10,5 litres à six cylindres et à injection directe est disponible.
Début 1932, apparition de la boîte de vitesses à cinq rapports sur le modèle VT.

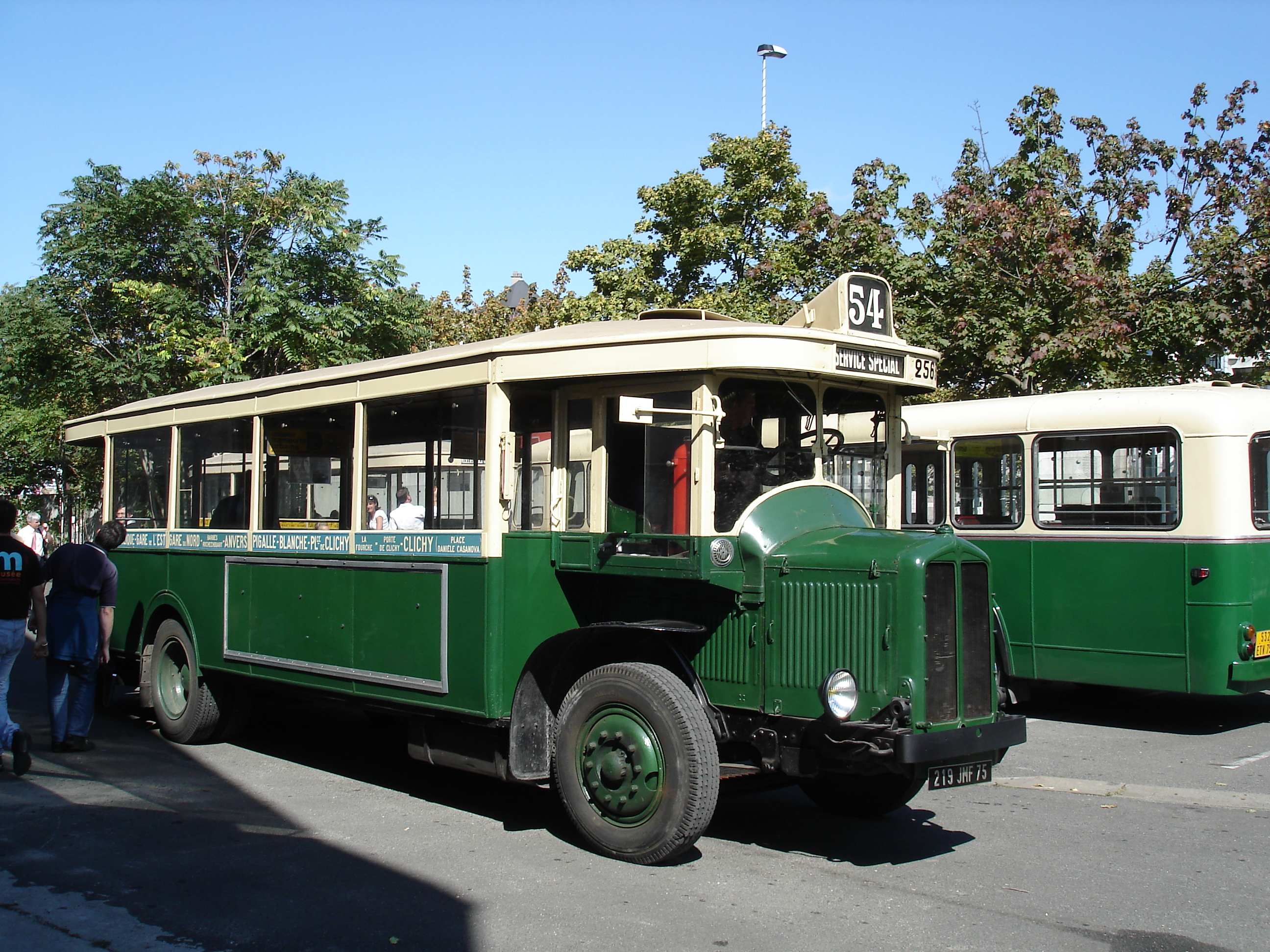
Autobus Renault TN6.

La même année, le célèbre autobus parisien TN6 est lancé.
Pour les modèles 1933, le moteur avec soupapes en tête apparaît sur le modèle YF de moyen tonnage.
Période des autocars Renault-Scemia, produits de la coopération avec le carrossier de matériels pour les municipalités "Scemia".
En 1937, Renault abandonne le marché des véhicules d'incendie à Delahaye.
Pour 1941, le modèle AGK de cinq tonnes de PTC est lancé.
En 1945, Renault est nationalisé et devient la Régie Nationale des Usines Renault. Le modèle R208 succède à l'ABF de 1937 et à l'AGK.

### L'après Seconde Guerre mondiale
En 1950, le modèle R4140 « fainéant » remplace le R208.
Fin 1955, Latil, Renault, Somua (Société d'outillage mécanique et d'usinage d'artillerie) et Floirat, fusionnent pour créer Saviem-LRS puis Saviem (Société Anonyme des Véhicules Industriels et Equipements Mécaniques), filiale de la Régie Renault.

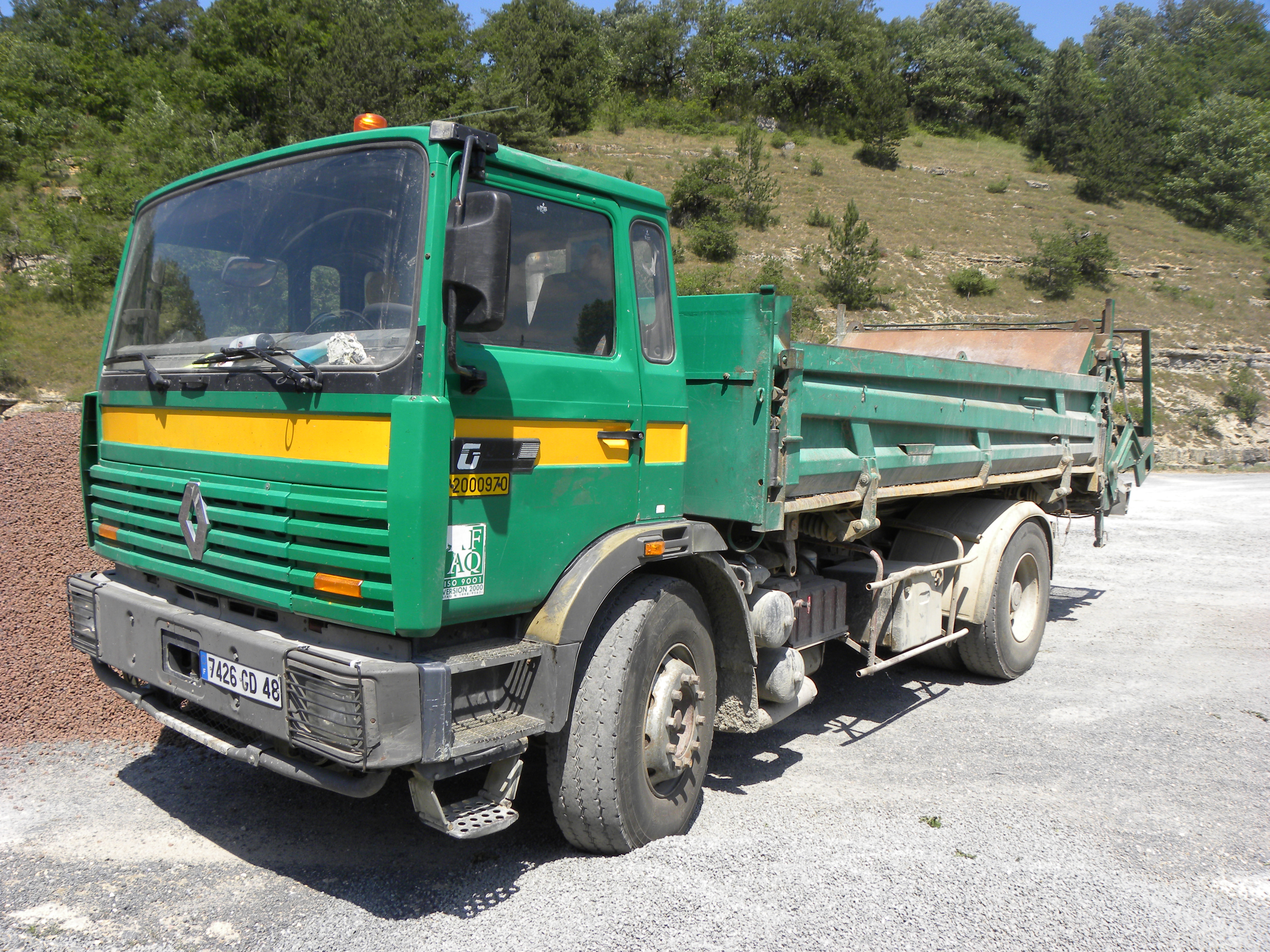
Renault gamme G.

En 1980, le nom Renault réapparaît. En effet, après le rachat de Berliet en 1975, Berliet et Saviem fusionnent en octobre 1978 pour créer l'unique constructeur français de poids-lourds "Renault Véhicules Industriels". Renault renomme tous les modèles le 24 avril 1980.
La gamme de moyens porteurs JK, anciennement Saviem, de six à 7,5 tonnes de charge utile possède un moteur quatre cylindres Diesel de 3,59 litres et les camions de la gamme G, anciennement Berliet, sont équipés d'un moteur Diesel six cylindres de 9,8 litres.
L'autobus PR180 articulé est lancé.
En 1982, lancement du camion tactique TRM 2000.
En 1983, "Renault Véhicules Industriels" rachète les camions Dodge en Grande-Bretagne et Barreirros-Dodge en Espagne. Apparition de l'autocar de grand tourisme FR1 qui devient Illiade en 1996.

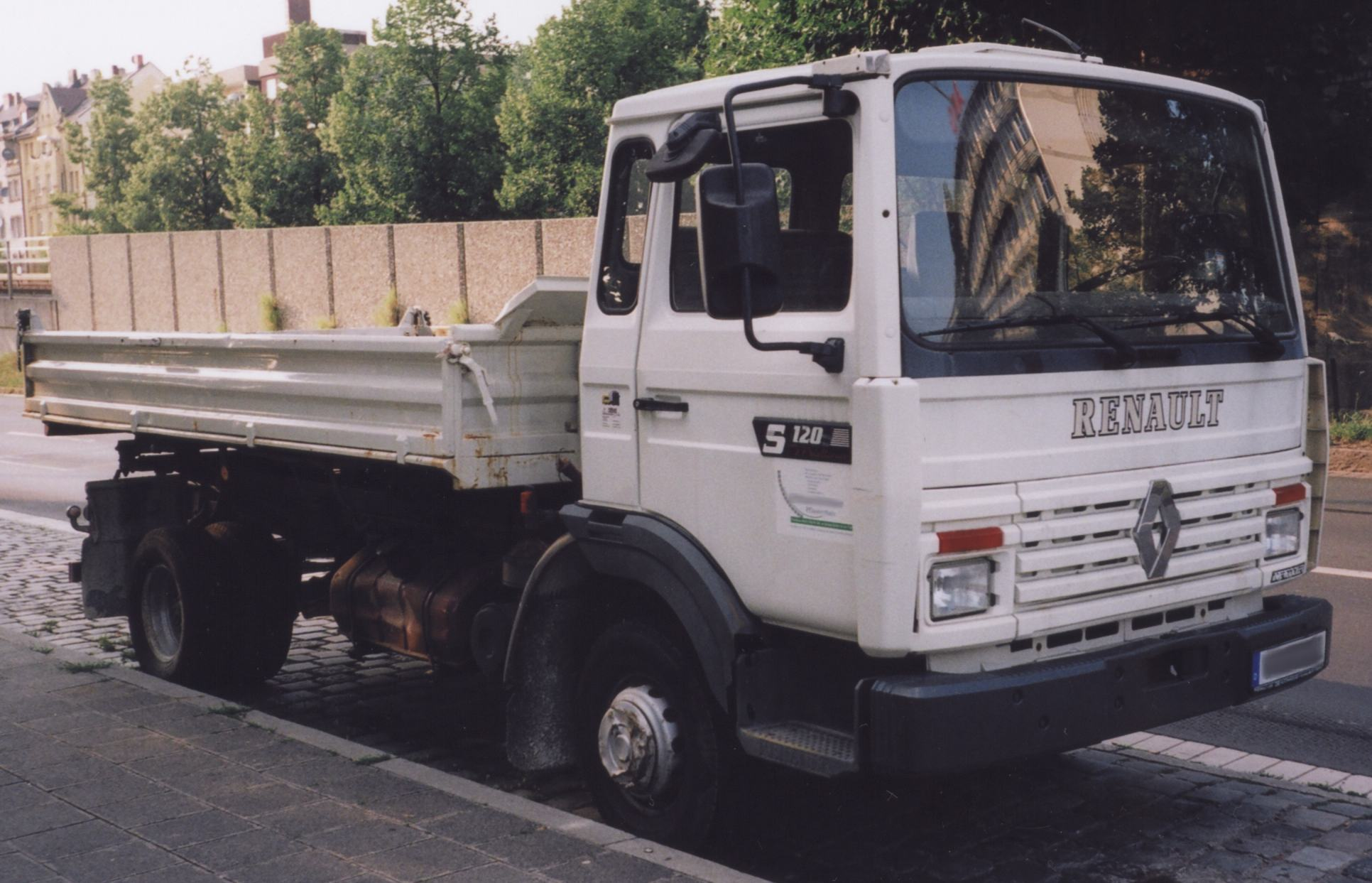
Renault Midliner.

En 1985, Yves Barrat devient — avec Noël Crozier — le premier champion d'Europe français de courses de camions avec la marque, en Classe C.
En 1986, les modèles S (ex-gamme J) deviennent S Midliner et la gamme Berliet GBH est renommée Renault CBH.
En 1988, premières livraisons de l'autobus R312 et premiers freins à disques sur le R420.
Aux États-Unis, "Renault Véhicules Industriels" prend le contrôle de Mack Trucks à la suite d'une prise de participation en 1979.

En 1990, échange d'actions entre "Renault Véhicules Industriels" et camions Volvo. Un protocole d’alliance entre Renault et Volvo est conclu en février 1990 à Amsterdam : ils prévoient de s’échanger 25% de leurs actions dans les branches automobile, et 45% dans l’activité poids-lourd. Il est créé une nouvelle entité, une Holding, de laquelle dépendront Renault et Volvo. Le 6 septembre 1993, Volvo et Renault annoncent leur mariage. Toutefois, le 2 décembre 1993, Volvo annonce son retrait du projet de fusion, moins de trois mois après son annonce. Le conseil d’administration avait majoritairement voté contre la fusion avec Renault, entrainant la démission du président du groupe Volvo, M. Gullenhammar. Les deux groupes mettent un terme au rapprochement de leurs activités à l'exception de Renault Trucks qui reste chez Volvo.

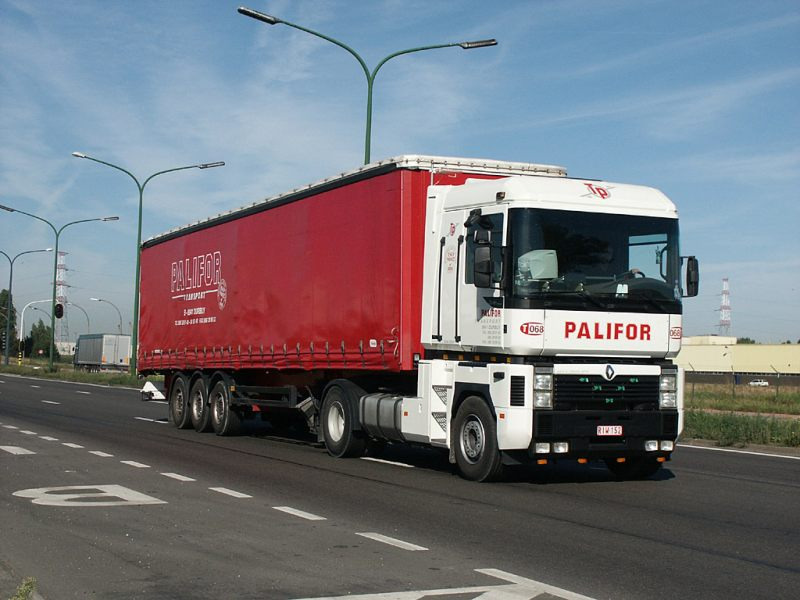
Renault Magnum de 1998.

La marque introduit l'AE qui est un camion pour les transports internationaux avec un moteur Mack à huit cylindres en V. L'AE est aussi distribué en Australie sous le nom de Mack, mais avec le moteur Diesel Cummins Signature de 15 litres et de 565 chevaux.
En 1991, lancement de l'autocar mixte Tracer qui succède aux S45.
En 1992, la gamme G s'appelle Renault Manager ; la gamme R, Major ; et la gamme AE, Magnum. Renault Véhicules Industriels devient Renault V.I.
Au sommet de la gamme chantier, le Maxter G340 ti d'un poids de PTAC de vingt-six tonnes est équipé d'un moteur Diesel six cylindres MIDR 06.20.45 de 9,8 litres et de 338 chevaux avec un turbocompresseur à air refroidi, d'une boîte de vitesses à neuf rapports et de freins à air comprimé avec ABS et ASR en option. En configuration 6 × 4 ou 8 × 4, les blocages de différentiel inter-roues et inter-ponts sont en série.   

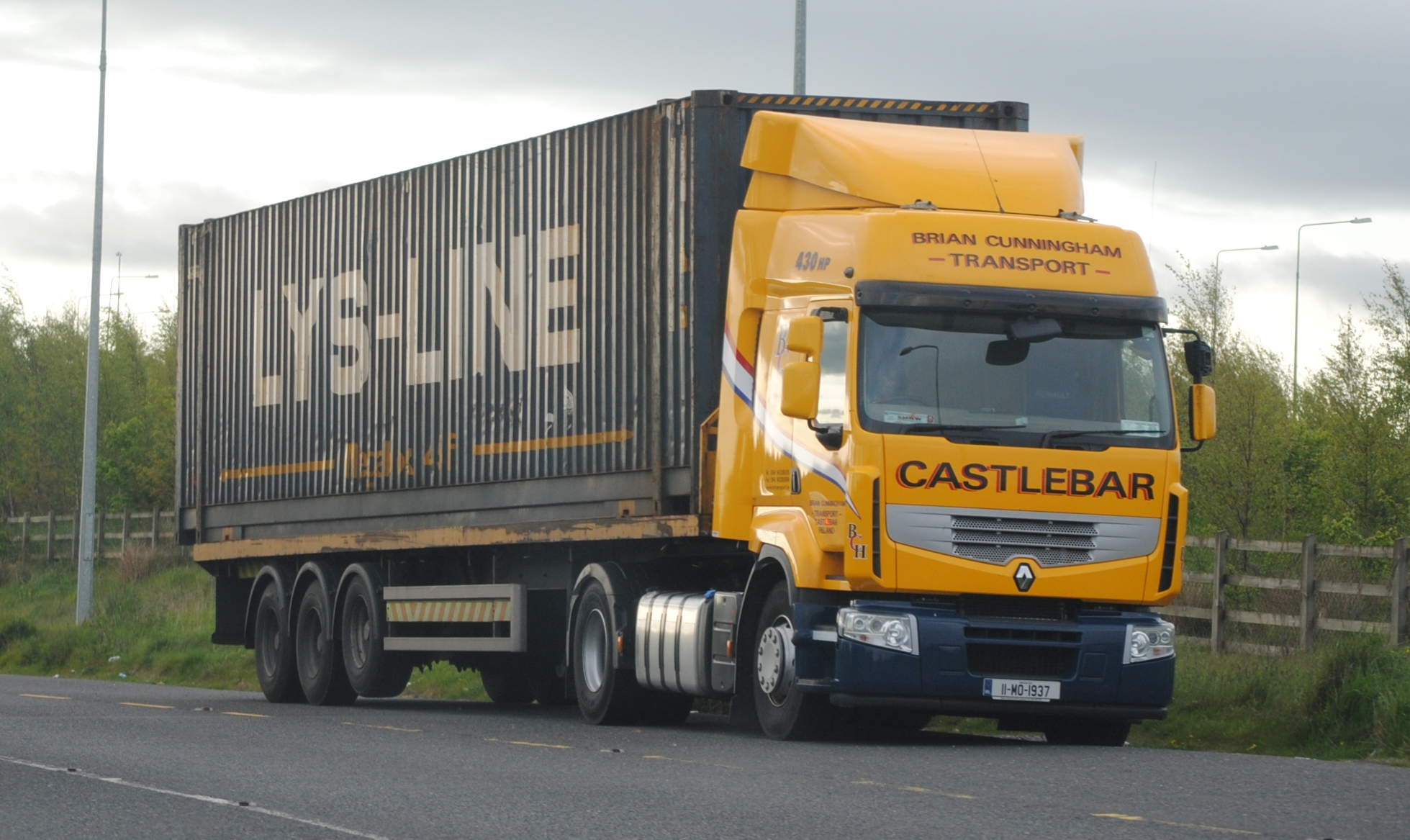
Renault Premium Route.

En 1993, au sommet de la gamme M, le M230 possède un moteur Diesel six cylindres MIDR 06.02.26 avec un turbocompresseur à air refroidi de 6,18 litres et 226 chevaux, un empattement de 10,18 mètres et une suspension pneumatique. Il existe un porteur de 15,7 tonnes de PTAC et un tracteur de trente-cinq tonnes de PTRA.
En novembre, prise de participation dans les autocars tchèques Karosa.
En 1995, l'autobus Agora succède au R312.
À partir du G300 ti, la marque fournit un véhicule d'incendie modifié en configuration de 6x4 avec des roues pouvant aller sur des rails et voies de chemin de fer. Il est en service pour les interventions d'urgence dans le "Severn Rail Tunnel" près de Bristol.
En 1996, le Premium Route en juin et le Premium Distribution en décembre remplacent le Major et le Manager.
En 1997, coopération avec Sisu pour la fabrication et la distribution de tracteurs à usages sévères.
En juillet, le Kerax (gamme chantier) remplace le Maxter.
En 1998, Patrick Faure, fils de Maurice Faure, devient PDG de Renault Truck; il le sera jusqu'en 2001.
En 1999, le Mascott remplace la gamme B. En octobre, lancement de l'autocar mixte Ares.
En association avec Fiat-Iveco, création d'Irisbus, regroupement des activités autocars-autobus de Renault V.I. et de la branche européenne Bus d'Iveco.

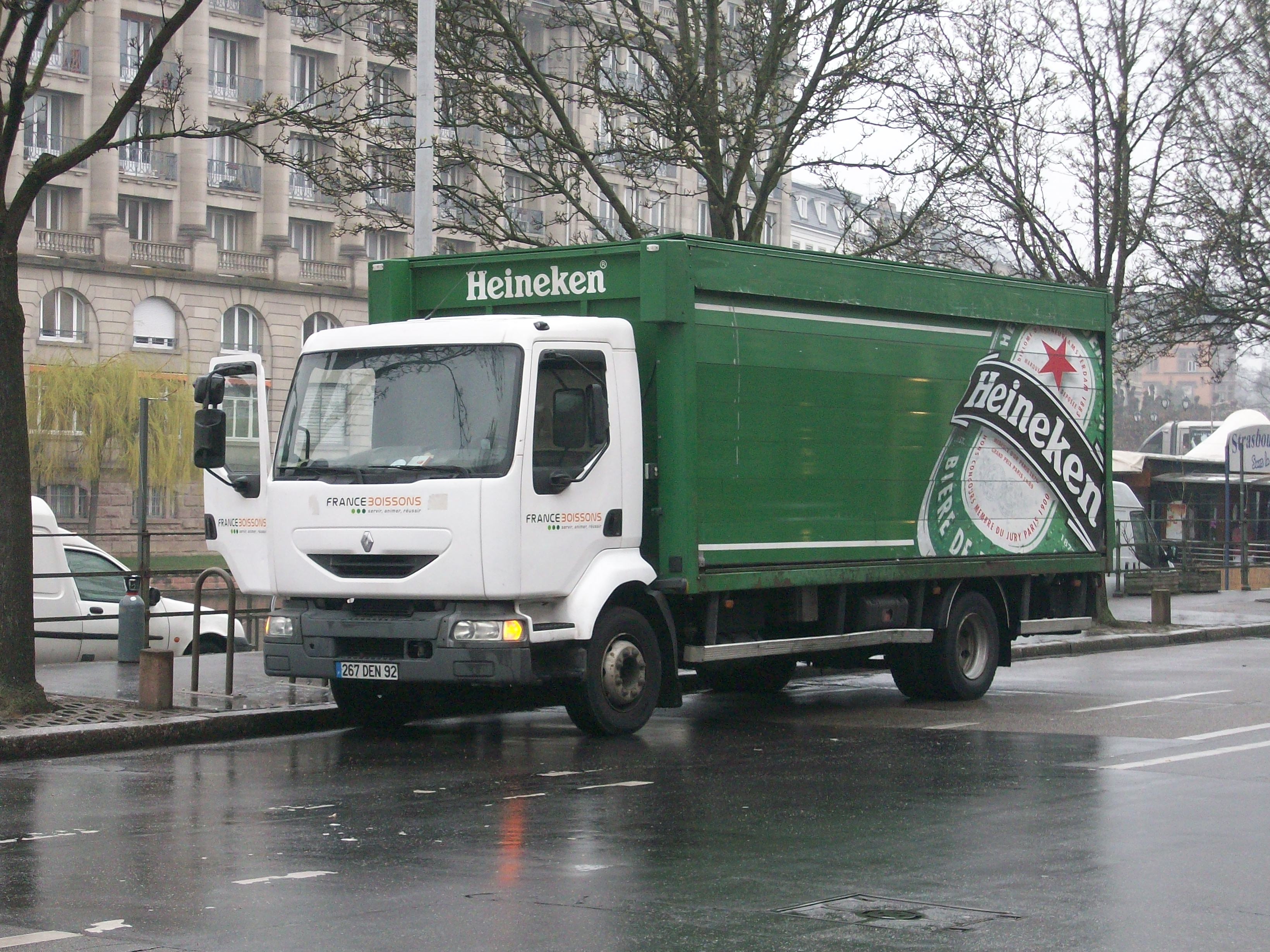
Renault Midlum.

Début 2000, le camion de distribution urbaine Midlum (7,5 à 18 tonnes de PTAC) remplace le Midliner. La cabine est aussi montée sur le DAF LF.
Début 2001, Renault cède 100 % de Renault V.I. au groupe Volvo, camions, engins de chantier, moteurs marins et industriels et prend en échange une participation de 21,6 % du constructeur suédois, dont le français devient l'actionnaire principal et bloquant. Renault V.I. cède également à Fiat toute sa participation dans Irisbus. À partir d'octobre, les autobus et les autocars Renault portent la marque Irisbus.
Le 6 février 2002, Renault V.I. prend la dénomination commerciale internationale Renault Trucks.
Lancement du camion tout chemin Premium Lander en 2003, du camion à capot Sherpa et du camion à cabine surbaissée Puncher en 2004. Le prototype Radiance est présenté, puis, en 2007, le camion compact Maxity est lancé.
Mi-2009, le tracteur Premium Route Optifuel est livré avec un moteur Euro V, une boîte robotisée Optidriver +, une formation à la conduite rationnelle et un logiciel Infomax pour recueillir et analyser les consommations.

### Aujourd'hui

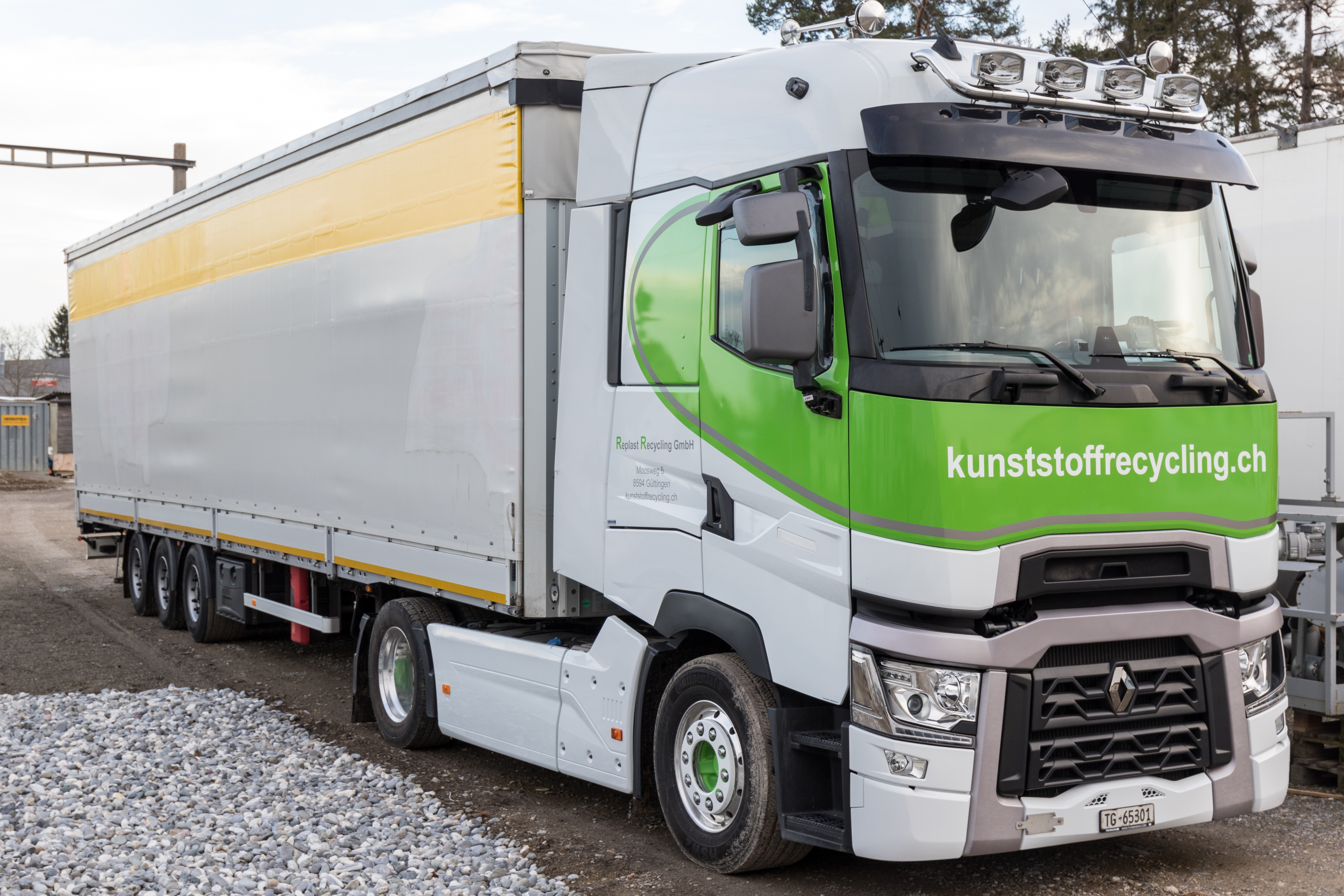
Renault Trucks T High.

À l'automne 2010, le groupe automobile Renault annonce la vente de 14,9 % de son capital dans Volvo AB, conservant 6,8 % du capital et 17,5 % des droits de vote de Volvo AB.
Au printemps 2011, l'Access à cabine surbaissée fabriqué par "Dennis Eagle" remplace le Puncher. Au second semestre, le Maxity électrique est commercialisé et le Premium Distribution hybride Diesel-électrique est éprouvé en conditions réelles d'exploitation.
Fin 2012, Renault annonce qu'il vend le reste de la part des actions qu'il détient dans Volvo AB.
En 2013, Renault Trucks renouvelle l'ensemble de sa ligne de produits et dévoile la gamme D (distribution), la gamme C (construction), la gamme K (construction lourde)  et la gamme T (longue distance). Ces nouveaux modèles ont un design inédit et sont équipés d'un moteur Euro VI.
En 2018, Renault Trucks lance un véhicule électrique, le Renault Master Z.E., et annonce la commercialisation fin 2019 des Renault Trucks D Z.E. et Renault Trucks D Wide Z.E., soit une gamme complète de 3,1 à 26 tonnes. Les premiers camions Renault électriques sortent de production en mars 2020, après leur conception dans l'usine Renault Trucks de Blainville. Ils sont équipés de quatre batteries situées sur le côté du camion.
Pour élargir la gamme à de petits volumes dédiés à la cyclologistique adaptée aux nouveaux enjeux urbains, Renault Trucks produit à partir de 2022 des triporteurs électriques à Vénissieux, en partenariat avec l'entreprise locale Kleuster.
En 2023, Renault Trucks commercialise le Renault Trafic, en toutes ses motorisations et dimensions (thermique, électrique, simple ou double cabine, fourgon, plancher-cabine, Passenger minibus familial 8/9 places, etc.). 

## Organisation du groupe Renault Trucks

### Répartition du capital
Déjà en 1990, les constructeurs Volvo et Renault ont tenté de fusionner mais trois ans plus tard, Volvo se retire du deal, refusant une fusion complète, automobiles et poids lourds, avec le groupe français.
En 1999, Volvo vend sa division automobiles déficitaire à l'américain Ford.
En avril 2000, Louis Schweitzer, PDG de Renault, annonce la cession de la division Renault Véhicules Industriels - R.V.I. à son concurrent suédois Volvo et en devient actionnaire minoritaire avec 21,7 % du capital.
Pour éviter toute confusion entre le groupe Renault automobiles et le constructeur de poids lourds, la Commission Européenne impose un changement d'appellation et,en 2002, R.V.I. est renommé Renault Trucks.
À partir de 2010, Renault va progressivement revendre sa participation dans Volvo Trucks jusqu'à céder les derniers 6,5 % détenus dans le groupe suédois en 2012.
Depuis son intégration complète dans le groupe Volvo Trucks en 2012, Renault Trucks est devenu une simple filiale, dont le capital est entièrement détenu par le groupe suédois.

### Implantations
Sites industriels français :
- Vénissieux : assemblage des moteurs cinq, huit, et onze litres, emboutissage et magasin pièces de rechange ;
- Saint-Priest : direction générale, directions commerciales, APV, 24/7, design et R&D, centre de formation, assemblage de ponts et d'essieux ;
- Bourg-en-Bresse : assemblage des camions Renault Trucks T, K, C, activité CKD de ces véhicules, reconditionnement ;
- Blainville : production des cabines de l'ensemble des gammes ; assemblage des camions de moyen tonnage Renault Trucks D et D Wide ; assemblage des camions électriques et au gaz. .
- Limoges : véhicules militaires

## Activités et résultats

### Données financières
| Années                      | 2017  | 2018  | 2019  | 2020  | 2021  |
| --------------------------- | ----- | ----- | ----- | ----- | ----- |
| Chiffre d'affaires          | 4 356 | 4 855 | 4 902 | 3 753 | 4 645 |
| Résultat net part du groupe | 75    | 76    | −83   | 123   | 159   |
| Effectifs                   | 7 448 | 7 554 | 7 668 | 7 586 | 7 467 |

### Chiffres de vente
| Année | Ventes mondiales du constructeur Renault Trucks | Ventes mondiales du constructeur Renault Trucks | Ventes mondiales du constructeur Renault Trucks | Ventes mondiales du constructeur Renault Trucks | Ventes mondiales du constructeur Renault Trucks | Ventes mondiales du constructeur Renault Trucks | Ventes mondiales du constructeur Renault Trucks | Ventes mondiales du constructeur Renault Trucks | Ventes mondiales du constructeur Renault Trucks | Ventes mondiales du constructeur Renault Trucks | Ventes mondiales du constructeur Renault Trucks | Ventes mondiales du constructeur Renault Trucks | Ventes mondiales du constructeur Renault Trucks | Ventes mondiales du constructeur Renault Trucks | Ventes mondiales du constructeur Renault Trucks | Ventes mondiales du constructeur Renault Trucks | Ventes mondiales du constructeur Renault Trucks | Ventes mondiales du constructeur Renault Trucks | Ventes mondiales du constructeur Renault Trucks | Ventes mondiales du constructeur Renault Trucks | Ventes mondiales du constructeur Renault Trucks | Ventes mondiales du constructeur Renault Trucks | Ventes mondiales du constructeur Renault Trucks | Ventes mondiales du constructeur Renault Trucks | Ventes mondiales du constructeur Renault Trucks | Ventes mondiales du constructeur Renault Trucks | Ventes mondiales du constructeur Renault Trucks | Ventes mondiales du constructeur Renault Trucks | Ventes mondiales du constructeur Renault Trucks | Ventes mondiales du constructeur Renault Trucks | Ventes mondiales du constructeur Renault Trucks | Ventes mondiales du constructeur Renault Trucks | Ventes mondiales du constructeur Renault Trucks | Ventes mondiales du constructeur Renault Trucks | Ventes mondiales du constructeur Renault Trucks | Ventes mondiales du constructeur Renault Trucks | Ventes mondiales du constructeur Renault Trucks | Ventes mondiales du constructeur Renault Trucks | Ventes mondiales du constructeur Renault Trucks | Ventes mondiales du constructeur Renault Trucks | Ventes mondiales du constructeur Renault Trucks | Ventes mondiales du constructeur Renault Trucks | Ventes mondiales du constructeur Renault Trucks | Ventes mondiales du constructeur Renault Trucks | Ventes mondiales du constructeur Renault Trucks | Ventes mondiales du constructeur Renault Trucks | Ventes mondiales du constructeur Renault Trucks | Ventes mondiales du constructeur Renault Trucks | Ventes mondiales du constructeur Renault Trucks | Ventes mondiales du constructeur Renault Trucks | Ventes mondiales du constructeur Renault Trucks | Ventes mondiales du constructeur Renault Trucks | Ventes mondiales du constructeur Renault Trucks | Ventes mondiales du constructeur Renault Trucks | Ventes mondiales du constructeur Renault Trucks | Ventes mondiales du constructeur Renault Trucks | Ventes mondiales du constructeur Renault Trucks | Ventes mondiales du constructeur Renault Trucks | Ventes mondiales du constructeur Renault Trucks | Ventes mondiales du constructeur Renault Trucks | Ventes mondiales du constructeur Renault Trucks | Ventes mondiales du constructeur Renault Trucks | Ventes mondiales du constructeur Renault Trucks | Ventes mondiales du constructeur Renault Trucks | Ventes mondiales du constructeur Renault Trucks | Ventes mondiales du constructeur Renault Trucks | Ventes mondiales du constructeur Renault Trucks | Ventes mondiales du constructeur Renault Trucks | Ventes mondiales du constructeur Renault Trucks | Ventes mondiales du constructeur Renault Trucks | Ventes mondiales du constructeur Renault Trucks |
| ----- | ----------------------------------------------- | ----------------------------------------------- | ----------------------------------------------- | ----------------------------------------------- | ----------------------------------------------- | ----------------------------------------------- | ----------------------------------------------- | ----------------------------------------------- | ----------------------------------------------- | ----------------------------------------------- | ----------------------------------------------- | ----------------------------------------------- | ----------------------------------------------- | ----------------------------------------------- | ----------------------------------------------- | ----------------------------------------------- | ----------------------------------------------- | ----------------------------------------------- | ----------------------------------------------- | ----------------------------------------------- | ----------------------------------------------- | ----------------------------------------------- | ----------------------------------------------- | ----------------------------------------------- | ----------------------------------------------- | ----------------------------------------------- | ----------------------------------------------- | ----------------------------------------------- | ----------------------------------------------- | ----------------------------------------------- | ----------------------------------------------- | ----------------------------------------------- | ----------------------------------------------- | ----------------------------------------------- | ----------------------------------------------- | ----------------------------------------------- | ----------------------------------------------- | ----------------------------------------------- | ----------------------------------------------- | ----------------------------------------------- | ----------------------------------------------- | ----------------------------------------------- | ----------------------------------------------- | ----------------------------------------------- | ----------------------------------------------- | ----------------------------------------------- | ----------------------------------------------- | ----------------------------------------------- | ----------------------------------------------- | ----------------------------------------------- | ----------------------------------------------- | ----------------------------------------------- | ----------------------------------------------- | ----------------------------------------------- | ----------------------------------------------- | ----------------------------------------------- | ----------------------------------------------- | ----------------------------------------------- | ----------------------------------------------- | ----------------------------------------------- | ----------------------------------------------- | ----------------------------------------------- | ----------------------------------------------- | ----------------------------------------------- | ----------------------------------------------- | ----------------------------------------------- | ----------------------------------------------- | ----------------------------------------------- | ----------------------------------------------- | ----------------------------------------------- | ----------------------------------------------- |
| Année | 40 000                                          |                                                 |                                                 |                                                 |                                                 | 45 000                                          |                                                 |                                                 |                                                 |                                                 | 50 000                                          |                                                 |                                                 |                                                 |                                                 | 55 000                                          |                                                 |                                                 |                                                 |                                                 | 60 000                                          |                                                 |                                                 |                                                 |                                                 | 65 000                                          |                                                 |                                                 |                                                 |                                                 |                                                 |                                                 |                                                 |                                                 |                                                 |                                                 |                                                 |                                                 |                                                 |                                                 |                                                 |                                                 |                                                 |                                                 |                                                 |                                                 |                                                 |                                                 |                                                 |                                                 |                                                 |                                                 |                                                 |                                                 |                                                 |                                                 |                                                 |                                                 |                                                 |                                                 |                                                 |                                                 |                                                 |                                                 |                                                 |                                                 |                                                 |                                                 |                                                 |                                                 |                                                 |
| 2017  | 49 930                                          | 49 930                                          | 49 930                                          | 49 930                                          | 49 930                                          | 49 930                                          | 49 930                                          | 49 930                                          | 49 930                                          | 49 930                                          |                                                 |                                                 |                                                 |                                                 |                                                 |                                                 |                                                 |                                                 |                                                 |                                                 |                                                 |                                                 |                                                 |                                                 |                                                 |                                                 |                                                 |                                                 |                                                 |                                                 |                                                 |                                                 |                                                 |                                                 |                                                 |                                                 |                                                 |                                                 |                                                 |                                                 |                                                 |                                                 |                                                 |                                                 |                                                 |                                                 |                                                 |                                                 |                                                 |                                                 |                                                 |                                                 |                                                 |                                                 |                                                 |                                                 |                                                 |                                                 |                                                 |                                                 |                                                 |                                                 |                                                 |                                                 |                                                 |                                                 |                                                 |                                                 |                                                 |                                                 |                                                 |
| 2018  | 54 868                                          | 54 868                                          | 54 868                                          | 54 868                                          | 54 868                                          | 54 868                                          | 54 868                                          | 54 868                                          | 54 868                                          | 54 868                                          | 54 868                                          | 54 868                                          | 54 868                                          | 54 868                                          | 54 868                                          |                                                 |                                                 |                                                 |                                                 |                                                 |                                                 |                                                 |                                                 |                                                 |                                                 |                                                 |                                                 |                                                 |                                                 |                                                 |                                                 |                                                 |                                                 |                                                 |                                                 |                                                 |                                                 |                                                 |                                                 |                                                 |                                                 |                                                 |                                                 |                                                 |                                                 |                                                 |                                                 |                                                 |                                                 |                                                 |                                                 |                                                 |                                                 |                                                 |                                                 |                                                 |                                                 |                                                 |                                                 |                                                 |                                                 |                                                 |                                                 |                                                 |                                                 |                                                 |                                                 |                                                 |                                                 |                                                 |                                                 |
| 2019  | 54 098                                          | 54 098                                          | 54 098                                          | 54 098                                          | 54 098                                          | 54 098                                          | 54 098                                          | 54 098                                          | 54 098                                          | 54 098                                          | 54 098                                          | 54 098                                          | 54 098                                          | 54 098                                          |                                                 |                                                 |                                                 |                                                 |                                                 |                                                 |                                                 |                                                 |                                                 |                                                 |                                                 |                                                 |                                                 |                                                 |                                                 |                                                 |                                                 |                                                 |                                                 |                                                 |                                                 |                                                 |                                                 |                                                 |                                                 |                                                 |                                                 |                                                 |                                                 |                                                 |                                                 |                                                 |                                                 |                                                 |                                                 |                                                 |                                                 |                                                 |                                                 |                                                 |                                                 |                                                 |                                                 |                                                 |                                                 |                                                 |                                                 |                                                 |                                                 |                                                 |                                                 |                                                 |                                                 |                                                 |                                                 |                                                 |                                                 |
| 2020  | 41 117                                          | 41 117                                          |                                                 |                                                 |                                                 |                                                 |                                                 |                                                 |                                                 |                                                 |                                                 |                                                 |                                                 |                                                 |                                                 |                                                 |                                                 |                                                 |                                                 |                                                 |                                                 |                                                 |                                                 |                                                 |                                                 |                                                 |                                                 |                                                 |                                                 |                                                 |                                                 |                                                 |                                                 |                                                 |                                                 |                                                 |                                                 |                                                 |                                                 |                                                 |                                                 |                                                 |                                                 |                                                 |                                                 |                                                 |                                                 |                                                 |                                                 |                                                 |                                                 |                                                 |                                                 |                                                 |                                                 |                                                 |                                                 |                                                 |                                                 |                                                 |                                                 |                                                 |                                                 |                                                 |                                                 |                                                 |                                                 |                                                 |                                                 |                                                 |                                                 |
| 2021  | 51 460                                          | 51 460                                          | 51 460                                          | 51 460                                          | 51 460                                          | 51 460                                          | 51 460                                          | 51 460                                          | 51 460                                          | 51 460                                          | 51 460                                          |                                                 |                                                 |                                                 |                                                 |                                                 |                                                 |                                                 |                                                 |                                                 |                                                 |                                                 |                                                 |                                                 |                                                 |                                                 |                                                 |                                                 |                                                 |                                                 |                                                 |                                                 |                                                 |                                                 |                                                 |                                                 |                                                 |                                                 |                                                 |                                                 |                                                 |                                                 |                                                 |                                                 |                                                 |                                                 |                                                 |                                                 |                                                 |                                                 |                                                 |                                                 |                                                 |                                                 |                                                 |                                                 |                                                 |                                                 |                                                 |                                                 |                                                 |                                                 |                                                 |                                                 |                                                 |                                                 |                                                 |                                                 |                                                 |                                                 |                                                 |
| 2022  | 58 967                                          | 58 967                                          | 58 967                                          | 58 967                                          | 58 967                                          | 58 967                                          | 58 967                                          | 58 967                                          | 58 967                                          | 58 967                                          | 58 967                                          | 58 967                                          | 58 967                                          | 58 967                                          | 58 967                                          | 58 967                                          | 58 967                                          | 58 967                                          | 58 967                                          |                                                 |                                                 |                                                 |                                                 |                                                 |                                                 |                                                 |                                                 |                                                 |                                                 |                                                 |                                                 |                                                 |                                                 |                                                 |                                                 |                                                 |                                                 |                                                 |                                                 |                                                 |                                                 |                                                 |                                                 |                                                 |                                                 |                                                 |                                                 |                                                 |                                                 |                                                 |                                                 |                                                 |                                                 |                                                 |                                                 |                                                 |                                                 |                                                 |                                                 |                                                 |                                                 |                                                 |                                                 |                                                 |                                                 |                                                 |                                                 |                                                 |                                                 |                                                 |                                                 |

### Identité visuelle

Logo de 1900.
Logo de 1906.
Logo de 1919.
Logo de 1923.
Logo de 1925 à 1960.
Logo de 1973 à 1992.
Logo de 2002 à 2022.
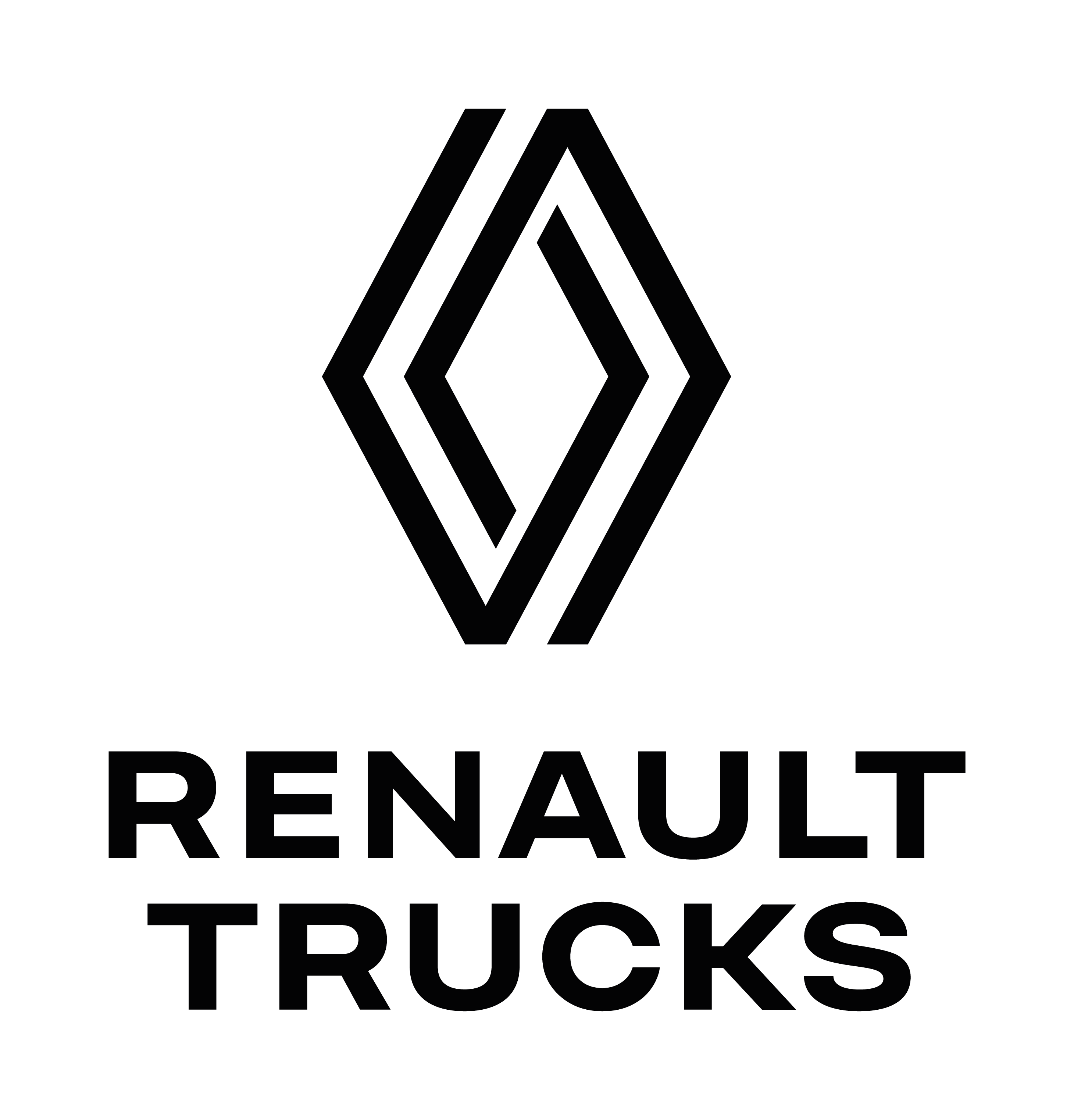
Logo depuis 2022.

Le logo de 1959/1960 apparu sur l'Estafette était visible aussi sur certains camions de la Gamme SM.
Le losange Vasarely est apparu à l'hiver 1972/1973 à la suite d'un procès avec la société Kent qui accusa Renault de plagiat.
Le losange actuel existe depuis 1992 mais n'avait pas le lettrage Renault Trucks en dessous.

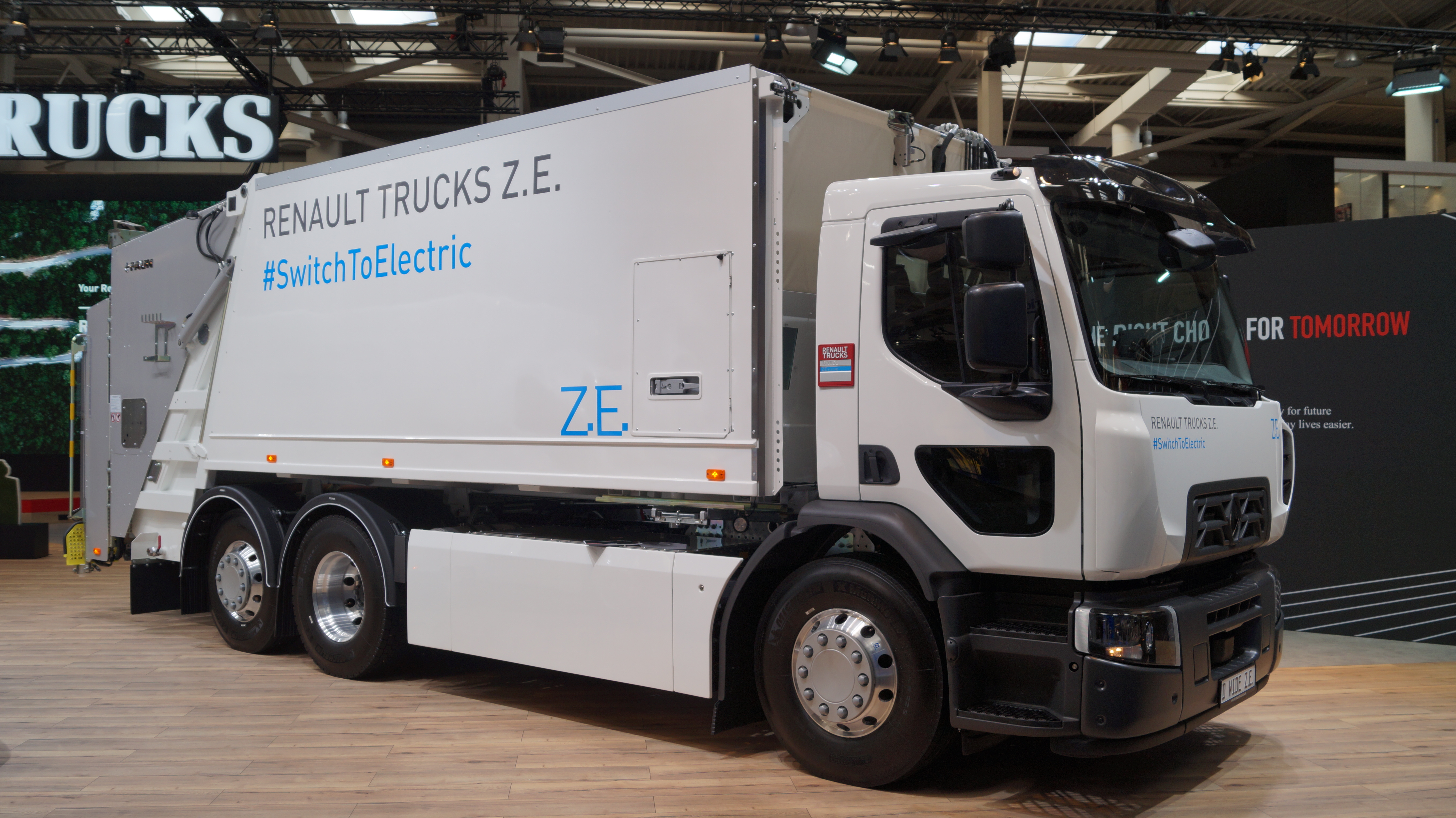
Renault Trucks D Wide Z.E.

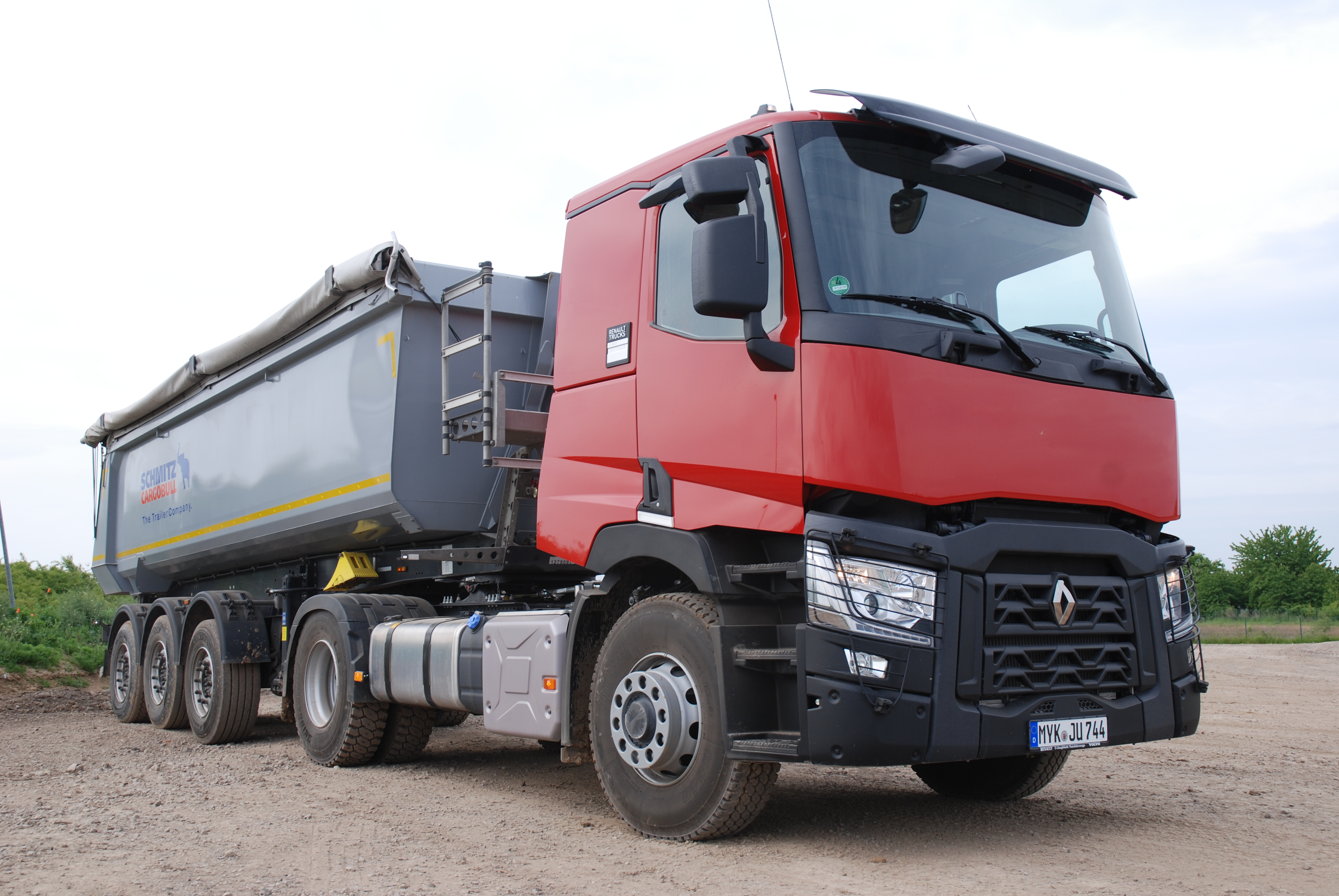
Renault Trucks C.

## Les véhicules

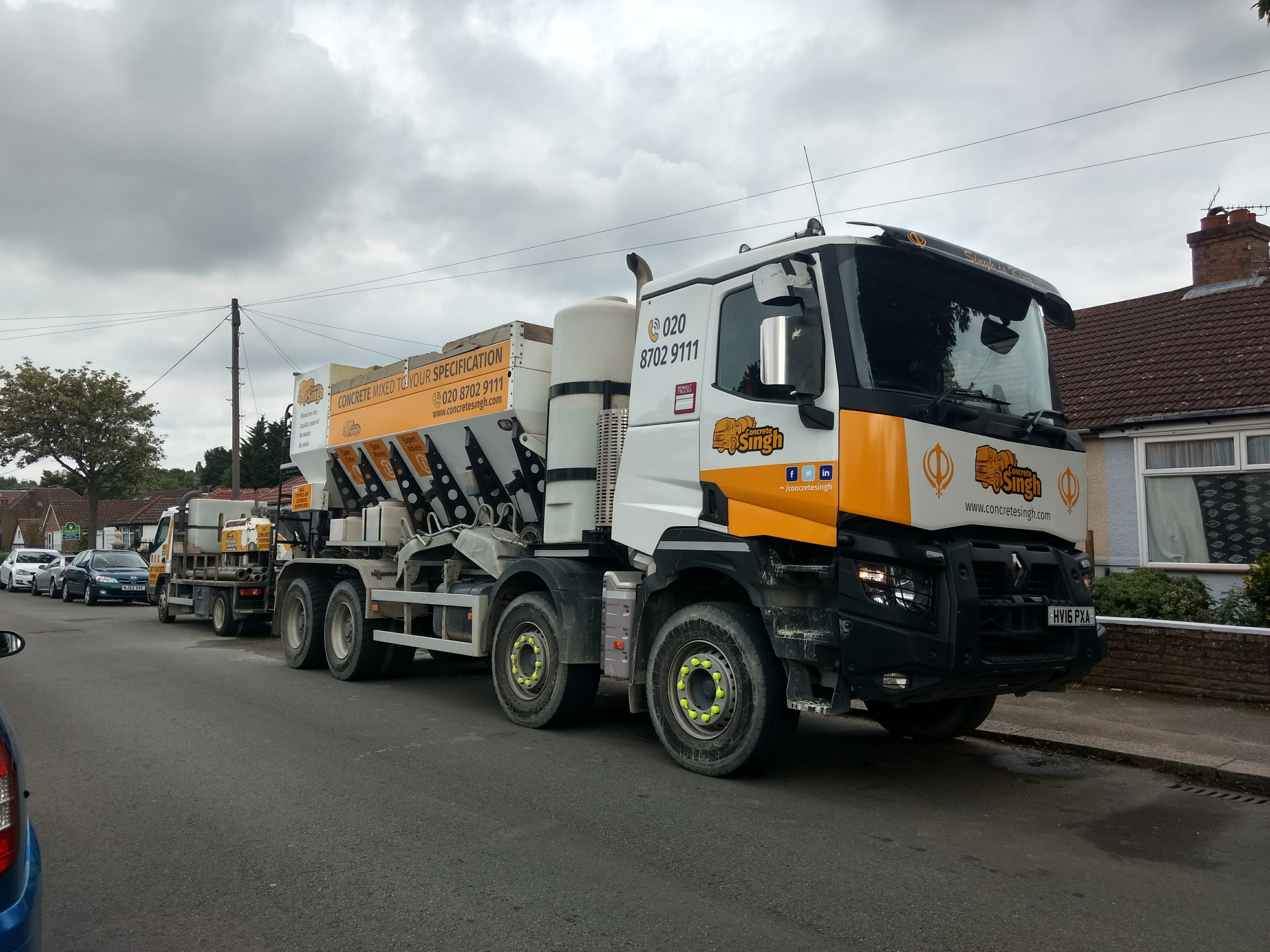
Renault Trucks K.

### Gamme actuelle
- Véhicules Léger -3,5t:
  - Renault Master
  - Renault Trafic
- Véhicules de distribution :
  - Gamme D
- Véhicules longues distances :
  - Gamme T
- Véhicules pour la construction :
  - Gamme C
  - Gamme K
- Services liés au véhicules et à la fonction transport

### Anciens modèles
- Véhicules de livraison :
  - Goélette
  - Super Goélette
  - Master III
  - Gamme B
  - Mascott
  - Maxity
- Véhicules de distribution :
  - Galion
  - Super Galion
  - Gamme S

- - Gamme M
  - Gamme G
  - Renault Midlum
  - Premium Distribution
- Véhicules longues distances :
  - Fainéant
  - Gamme R
  - Premium Route
  - Renault AE/Magnum
- Véhicules pour la construction :
  - Gamme C
  - Premium Lander
  - Maxter
  - Renault Kerax
- Autocar et autobus  :
  - Tracer
  - Ares
  - FR1 / Illiade
  - TN6
  - PR
  - R312
  - Agora
- Véhicules tout terrain et d'intervention :
  - TRM 1200
  - B90 et B110 4x4
  - TRM 2000
  - GBC 180
  - Sherpa 5
- Véhicules spéciaux :
  - Puncher

### Concept trucks
- 1985 : Renault VE 10
- 1995 : Renault VE 20